# Mesontoplatys zulu
Mesontoplatys zulu är en skalbaggsart som beskrevs av Rudolph Petrovitz 1962. Mesontoplatys zulu ingår i släktet Mesontoplatys och familjen Aphodiidae. Inga underarter finns listade i Catalogue of Life.